# 岩木登
岩木 登（いわき のぼる、1953年10月7日 - ）は、日本の写真家。青森県十和田市出身。

## 経歴
青森県立三本木高等学校卒業、立教大学社会学部社会学科中退。
1982年よりフリーランス写真家となり現在にいたる。広告写真家として、リーバイス、ゴールドウィン、ブリヂストンスポーツ、ソニー・エリクソン、東芝等の企業広告の撮影を担当。その一方で、1984年から「幻色の都」というシリーズの作品を発表し、同年JPS（社団法人 日本写真家協会）展で入選。
2003年にNHK総合テレビジョン「小さな旅/20周年特別番組 東京/夜の光景」に出演。「幻色の都」の作品の紹介とインタビューを受けて、より広く知られるようになる。
その後、故郷の青森県八甲田山の自然をテーマとしたネイチャーフォトに取り組み、2006年に写真集『南八甲田の森をゆく』を出版。2009年版キヤノンカレンダーの撮影を担当した。2009年に十和田市現代美術館で企画展「岩木登写真展 原生の鼓動+」を開催。

## 主な写真集
- 南八甲田の森をゆく（ART BOXインターナショナル）2006年
- 十和田市現代美術館企画展図録 原生の鼓動+（文化出版社）2009年

## 主な写真展
- 個展「幻色の都」 六本木ART BOXギャラリー 1993年
- 出版記念展「南八甲田の森をゆく」 銀座ART BOXギャラリー 2006年
- 写真展「源流の核（コア）- 滝とゴルジュ』 品川キヤノンオープンギャラリー 2009年
- 写真展「原生の鼓動」 キヤノンギャラリー 銀座、梅田、仙台、名古屋、福岡、札幌 2009年
- 企画写真展「原生の鼓動+』 十和田市現代美術館 2009年